# Plopeni
Plopeni je rumunské město v župě Prahova. Žije zde přibližně 6 700 obyvatel.